# So This Is Harris!
So This Is Harris! é um filme de drama em curta-metragem estadunidense de 1933 dirigido e escrito por Mark Sandrich, Ben Holmes e Mark Sandrich. Venceu o Oscar de melhor curta-metragem live action (comédia) na edição de 1934.

## Elenco
- Phil Harris
- Walter Catlett
- Helen Collins - Dorothy
- June Brewster - Lillian
- James Finlayson -  Golf Pro